# Rastopljena sol
Rastaljena sol (rastopljena sol), sol koja je krutina pri standardnom tlaku i temperaturi ali ulazi u tekuću fau zbog povišene temperature. Sol koja je normalno tekućina pri standardnoj temperaturi i tlaku obično nazivamo ionskom tekućinom, iako su tehnički rastaljene soli razred ionskih tekućina.
Promjenom faze sol može akumulirati toplinu pa spada u fazno promjenjive materijale (eng. Phase Change Material - PCM). Tako je energija pohranjena u obliku topline. Rastaljenu sol se koristi se u proizvodnji vodene pare koju se potom parne turbine koristi u proizvodnji električne energije. Primjerice heliostatskim paraboličnih zracala rastali se mješavina natrijeva i kalijeva nitrata. Talinu se pohranjuje u termički izolirani spremnik.